# Герритсен, Марго
Марго Гертруи Герритсен — профессор инженерии энергетических ресурсов в Стэнфордском университете и заместитель декана по образовательным инициативам в Школе наук о Земле, энергетике и окружающей среде Стэнфордского университета . Её научные интересы включают производство энергии, динамику океана и дизайн парусных лодок. 
Герритсен родилась в Нидерландах . Она получила степень магистра в Делфтском технологическом университете.  В 1996 году она защитила диссертацию по кибернетике и вычислительной математике в Стэнфорде под руководством Джозефа Олигера.  В период с 1996 по 2001 год она преподавала на факультете инженерных наук в Окленде, Новая Зеландия. Затем Герритсен работала в Оклендском университете, а в 2001 году вернулась в Стэнфорд  в качестве преподавателя.
В 2018 году она стала членом Общества индустриальной и прикладной математики